# Cochin (famiglia)
Cochin è una famiglia di incisori francesi, attivi soprattutto nei secoli XVII e XVIII.

## Storia e componenti

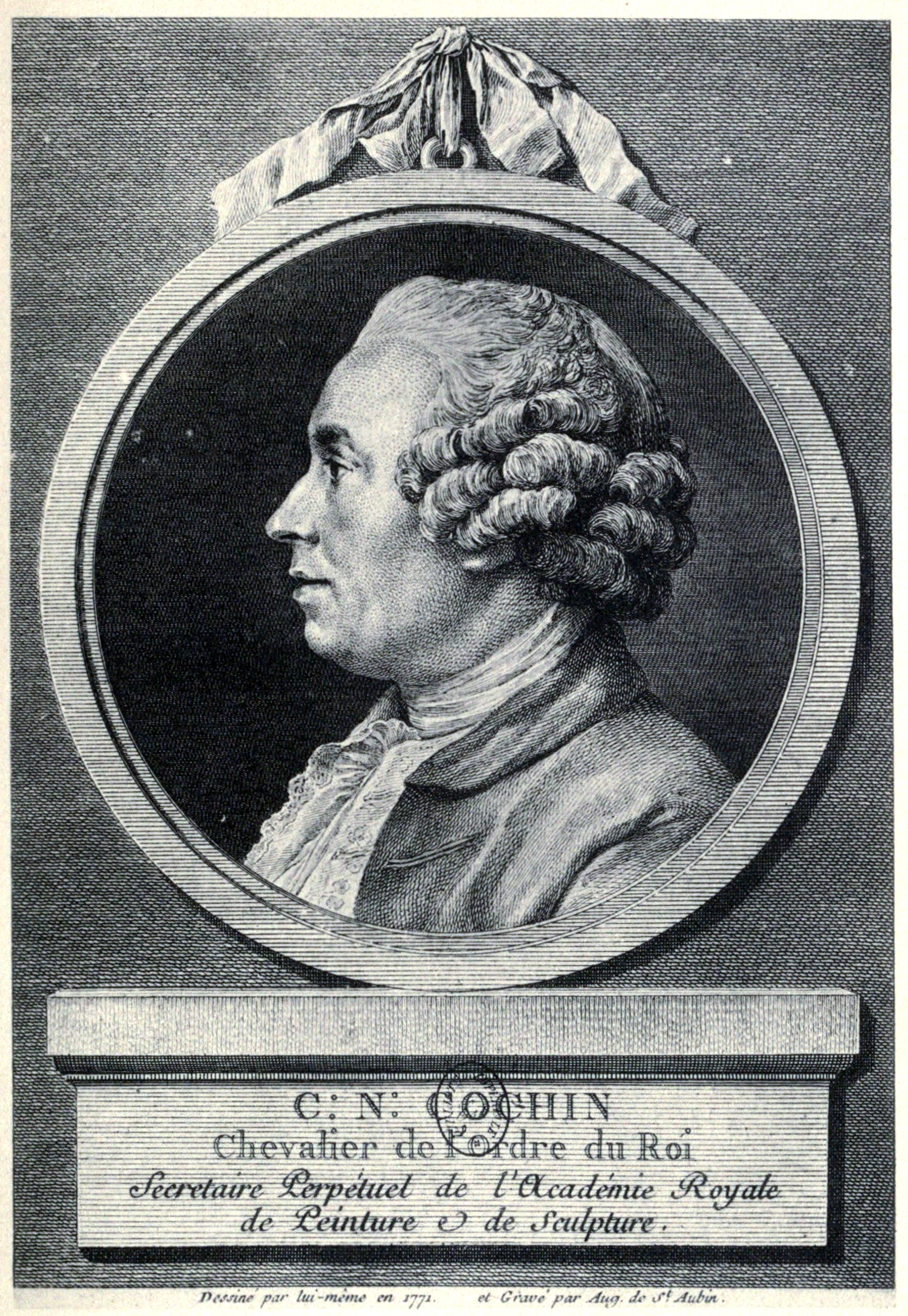
Charles-Nicolas Cochin

Il capostipite della famiglia Cochin fu Nicolas il Vecchio (Troyes 1610-Parigi 1686), che si dimostrò eccellente disegnatore e incisore a bulino e illustrò prevalentemente episodi riguardanti la vita e i fasti della corte di Luigi XIV di Francia.
Dopo di lui si può menzionare Charles-Nicolas Cochin il Vecchio (1688-1754), che si mise in maggiore evidenza, lavorando per quella che divenne in seguito la calcografia del Museo del Louvre.
Però fu suo figlio Charles-Nicolas Cochin (Parigi 1715-Parigi 1790) ad ottenere i maggiori consensi e successi, grazie ad una raccolta di oltre 1500 stampe vivaci e minuziose,che gli consentirono di entrare in Accademia.